# 제리 웨저먼
제리 와서먼(Jerry Wasserman, 영어 발음: /ˈwɒsərmən/, 1945년 11월 2일 ~ )은 미국의 배우이다.
신시내티에서 태어났다.

## 출연 작품
- 스톨런 드림스 (2015년)
- 악령 : 허수아비의 저주 (2013년) - 머피 역
- 굿나잇 포 저스티스: 퀸 오브 하츠 (2013년)
- 둠스데이 지구 최후의 날 (2011년) - 샘 로벨 역
- 파라독스 (2010, Paradox)
- 에일리언 트레스패스 (2009년)
- 위험한 남자 (2009년) - Sgt. 리치 역
- 왓치맨 (2009년)
- 뉴욕시: 토네이도 테러 (2008년)
- 밈지 (2007년)
- 지구 최후의 날: 외계의 습격 (2006, Final Days of Planet Earth)
- 가장 무서운 이야기 (2006년)
- 플라이트 93 (2006년)
- A Little Thing Called Murder (2006)
- 나비 효과 2 (2006년) - 엘버토 푸엔티스 역
- 서비어드 (2005년) - 존 역
- 아이, 로봇 (2004년) - 발데즈 역
- 헤드 오버 힐스 (2001년)
- 스몰빌 (2001년)
- 크리스티나 하우스 (2000년)
- 오퍼레이터 (2000년)
- 쿨 라이프 (1999년)
- 콜드 스쿼드 (1998년)
- 도박의 위험 (1997년)
- 사랑의 샘 (1997년)
- 킬링 타겟 (1997년)
- 바람둥이 길들이기 (1997년)
- 미스터 마구 (1997년)
- 죽음의 마스크 (1996년)
- 인스팅트 (1996년)
- 개 목걸이 2 (1995년)
- 사이버잭 (1995년)
- 맬리시우스 (1995년)
- 크라잉 프리맨 (1995년)
- 레드 스콜피온 2 (1995년)
- 비상 탈주 (1994년)
- 룸메이트 (1994년)
- 더블 크로스 (1994년)
- 에블린 로의 일기 (1993년)
- 마지막 경고 (1993년)
- 무너진 베이 브리지 (1993년)
- 미드나잇 테러 (1993년)
- 얼라이브 (1993년) - 부조종사 역
- 내 사랑 사이보그 3 (1992년)
- 스테이 튠 (1992년)
- 표적 (1991년)
- 펜트하우스 (1989년)
- 위대한 분노 (1989년)
- 암호명 콜드 프론트 (1989년)
- 마이키 이야기 (1989년)
- 플라이 2 (1989년)
- 25시의 추적 (1988년)
- 와이즈가이 (1987년)
- 잃어버린 과거 (1985년)
- 에어울프

### 텔레비전
- 제3의 눈 (1995년)
- 21 점프 스트리트 (1987년)